# Salvor Hardin
Pour les articles homonymes, voir Hardin.
Salvor Hardin est un personnage du cycle de Fondation, imaginé par Isaac Asimov.

## Biographie fictive
Salvor Hardin naît en l'an 18 de la Fondation sur la planète Terminus, le berceau de la Fondation. Cette colonie est pauvrement gérée par le conseil d'administration de la Fondation (des scientifiques chargés de limiter la crise prévue par Hari Seldon en rédigeant une encyclopédie galactique). Salvor Hardin est alors élu maire par les citoyens de la ville de Terminus. Considéré comme un homme politique habile, il essaye d'abord d'influencer le conseil d'administration (et son Président Lewis Pirenne).
En l'an 50 de la Fondation, il renverse, sans violence, le conseil des encyclopédistes ouvrant ainsi la voie à l'ère des maires.
Il devient un élément clé du plan Hari Seldon, lorsqu'il résout la première crise - avec son conseiller principal Yohan Lee - en échafaudant un plan pour contrôler les Quatre Royaumes, dont Anacréon, qui menacent l'existence de la Fondation : il leur fournit une aide technologique (la maîtrise de l'énergie nucléaire), tout en entourant cette technologie d'une aura mystique dont seuls les fondateurs ont le secret. Cette semi-religion permet ainsi de soumettre les Quatre Royaumes (puis la majorité des mondes barbares) au pouvoir de la Fondation.
Salvor Hardin est bien connu des habitants de Terminus et des membres de la Fondation pour avoir su maintenir l'indépendance de la planète contre les Quatre Royaumes et sera l'un des citoyens de Terminus les plus vénérés par la suite.

## Adaptation
Dans l'adaptation du cycle d'Asimov Foundation, diffusée en 2021 sur Apple TV+, Salvor Hardin est un personnage féminin. Son rôle est alors interprété par l'actrice Leah Harvey. Contrairement au livre où Salvor est le maire de Terminus réglant les conflits par la négociation,  dans la série, elle est gardienne de Terminus s'occupant de la sécurité des habitants et est plus orientée vers l’action. On découvre lors du dernier épisode de la première saison de la série qu'elle est la fille biologique de Gaal Dornick et de Raych Seldon.